# 佛光大學
佛光大學（Fo Guang University），是一座位於台灣宜蘭縣的私立佛教大學，由佛光山開山宗長釋星雲發起創建，為佛光山教團系統大學成員。目前設有人文學院、社會科學學院、管理學院、創意與科技學院、樂活產業學院、佛教學院。於114學年度合併為人文暨社會科學學院、樂活產業暨管理學院、應用科技與設計學院

## 歷史

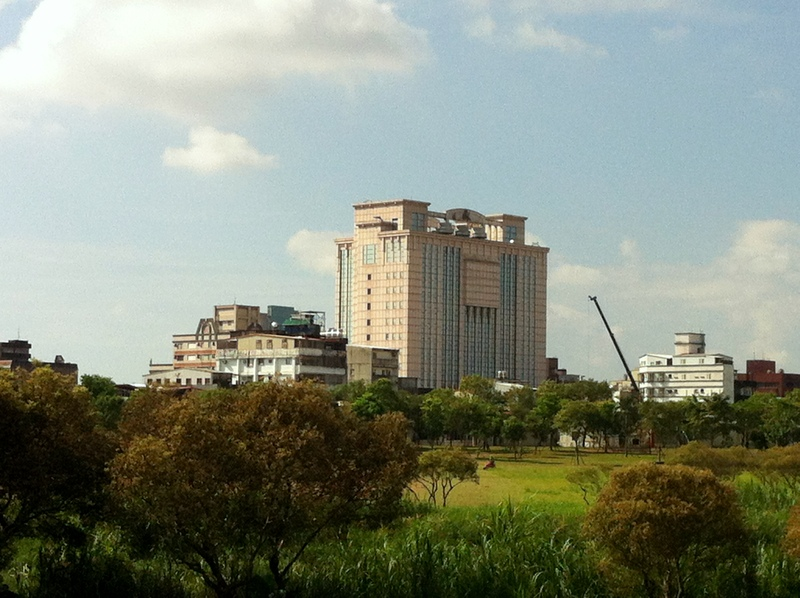
佛光山蘭陽別院，為佛光大學創校校址，目前是佛光大學城區部

由於中華民國政府遷台後管制私人興學，台灣之私立高等教育機構如東吳大學、輔仁大學多為中國大陸學校在臺復校，佛教界無法興辦大學。在政策開放私人興學後，佛光山星雲法師自1993年開始籌設大學，並推動「百萬人興學」呼籲大眾捐資，佛光人文社會學院於2000年在佛光山蘭陽別院創校，為佛光山在台灣創立的第一間大學。2001年校本部搬遷至礁溪鄉林美村山區，大學部自2002年正式招學，2006年改名為佛光大學，2014年國立東華大學、國立宜蘭大學、國立臺東大學、慈濟大學、佛光大學共五座環太平洋高等學府於慈濟大學共同發起簽署「泛太平洋大學聯盟合作協議書」，共同組成泛太平洋大學聯盟。

## 歷任董事長
| 任期 | 姓名             | 任期           |
| ---- | ---------------- | -------------- |
| 1    | 釋星雲           | 2000年－2015年 |
| 2    | 釋慈惠（張優理） | 2015年－至今   |

## 歷任校長
| 任期 | 姓名   | 任期                         |
| ---- | ------ | ---------------------------- |
| 1    | 龔鵬程 | 1993年10月17日－2003年9月7日 |
| 代理 | 趙麗雲 | 2003年9月8日-2004年2月1日    |
| 2    | 趙寧   | 2004年2月2日－2006年7月31日  |
| 3    | 翁政義 | 2006年8月1日－2010年8月1日   |
| 4-6  | 楊朝祥 | 2010年8月2日－2021年8月1日   |
| 7    | 何卓飛 | 2021年8月2日－2024年9月5日   |
| 代理 | 林信華 | 2024年9月5日－2024年10月31日 |
| 8    | 趙涵㨗 | 2024年11月1日－              |

## 學術單位
| 114學年人文暨社會科學學院 | 語文學系碩士班、碩專班、博士班                                                                            | 歷史學系                                                                              |
| 114學年人文暨社會科學學院 | 宗教學研究所(停招)                                                                                        | 社會學暨社會工作學系暨碩士班 社會學組(碩士班) 社會工作組(碩士班)                      |
| 114學年人文暨社會科學學院 | 公共行政與國際事務學系暨碩士班 行政管理組(學士班) 國際與兩岸事務組(學士班) 公共行政與國際事務學系(碩士班) | 心理學系暨碩士班 一般心理組(含碩士班) 臨床心理學組(含碩士班)歷屆 諮商心理學組(碩士班) |
| 114學年人文暨社會科學學院 | 人文暨社會科學學院碩士班 中國文學與應用學組 歷史學組 外國語文學組 宗教學組                                |                                                                                       |

| 114學年應用科技與設計學院 | 文化資產與創意學系暨碩士班(停招) 文化資產創意應用組 文化觀光組 | 傳播學系暨碩士班 數位媒體與智能創作組 廣告公關與精準行銷組 流行音樂傳播與策展組 創意與科技學院傳播組(碩士班)                                                               |
| 114學年應用科技與設計學院 | 產品與媒體設計學系暨碩士班 創新產品設計組 商業媒體設計組       | 資訊應用學系暨碩士班 資訊系統與智慧應用組 動畫與數位內容組 數位遊戲開發組 資訊系統與管理組(碩士班、碩專班) 網路與多媒體組(碩士班、碩專班) 學習與數位科技組(碩士班、碩專班) |
| 114學年應用科技與設計學院 | 建築環境設計學士學位學程                                       | 應用科技與設計學院碩士班 文化資產與創意學組 傳播學組 資訊應用學組 產品與媒體設計學組                                                                                       |

| 114學年健康樂活暨管理學院 | 樂活產業學院碩士班                         | 健康與創意蔬食產業學系                                  |
| 114學年健康樂活暨管理學院 | 未來與樂活產業學系                         | 管理學系暨碩士班 行銷與創業組 經營管理組 休閒事業管理組 |
| 114學年健康樂活暨管理學院 | 應用經濟學系暨碩士班 財務金融組 國際商務組 | 運動與健康促進管理學士學位學程                          |

| 佛教學院 | 佛教學系暨碩士班、博士班 |  |

| 書院 | 雲水書院 | 林美書院 |
| 書院 | 雲來書院 | 海雲書院 |
| 書院 | 蘭苑書院 |          |

## 研究中心
| 研究中心 | 民調研究中心           | 佛教研究中心                   |
| 研究中心 | 世界華文文學研究中心   | 經濟研究中心                   |
| 研究中心 | 生命科學研究中心       | 蘭陽傳播研究中心               |
| 研究中心 | 國際與公共事務研究中心 | 華人流行音樂與創意傳播研究中心 |
| 研究中心 | 民宿研究中心           | 台灣文化觀光創意發展研究中心   |
| 研究中心 | 吳沙文化研究中心       | 佛教文學研究中心               |
| 研究中心 | 運動文化產業發展中心   | 蔣渭水研究中心                 |
| 研究中心 | 健康與永續教育中心     |                                |

## 行政單位
| 行政單位 | 校長室       | 副校長室         |
| 行政單位 | 秘書室       | 教務處           |
| 行政單位 | 學生事務處   | 總務處           |
| 行政單位 | 研究發展處   | 國際暨兩岸事務處 |
| 行政單位 | 圖書暨資訊處 | 人事室           |
| 行政單位 | 會計室       | 校務研究辦公室   |
| 行政單位 | 佛大興學會館 | 創新育成中心     |
| 行政單位 |              |                  |

## 官方平台
- 佛光大學 （页面存档备份，存于）
- 佛光大學Foguang university | Instagram
- 我的佛光大學@宜蘭的Facebook專頁
- YouTube上的佛光大學頻道

## 女籃隊
於2007年7月成立，時任總教練為前韓國女籃國手李亨淑，第一屆球員為普門中學女籃第一屆畢業生，於97學年度大專籃球聯賽公開女二級奪冠，98學年升上公開女一級，歷年成績為102學年度的亞軍，99、100及103學年度奪的季軍，97、101、104學年度拿第四，98學年度第五名，該隊也曾加入女子超級籃球聯賽第四季至第六季賽事，後來退出聯賽。2014年李亨淑請辭，2015年起由傅姿伶接任，在傅教練的帶領下於107學年度奪得隊史首座冠軍，2019年中因為生涯規劃傅姿伶教練卸任，2019年8月12日起由普門中學女籃總教練廖哲億兼任佛光大學女籃總教練，108學年度大專聯賽季前前南山高中女籃總教練楊淑淨加入教練團擔任執行教練，該年並獲得季軍。113學年度UBA大專籃球聯賽女一級賽事再度闖進決賽，連續15年闖進四強。

## 外部連結
- 佛光山百萬人興學委員會 （页面存档备份，存于）
- 蘭陽別院 （页面存档备份，存于）